# باولو خورخي (لاعب كرة قدم برتغالي)
باولو خورخي هو لاعب كرة قدم برتغالي، ولد في 18 يناير 1993 في براغا في البرتغال. شارك مع منتخب البرتغال تحت 16 سنة لكرة القدم ومنتخب البرتغال تحت 19 سنة لكرة القدم. أما مع النوادي، فقد لعب مع بلاكبيرن روفرز ونادي بيروي ستارا زاغورا.

## وصلات خارجية
- باولو خورخي (لاعب كرة قدم برتغالي) على موقع قاعدة بيانات كرة القدم.إي يو (الإنجليزية)
- باولو خورخي (لاعب كرة قدم برتغالي) على موقع Soccerway.com (الإنجليزية)